# Blarinomys breviceps
Blarinomys breviceps é uma espécie de mamífero da família Cricetidae. Também é conhecido como rato-do-mato. É a única espécie descrita para o gênero Blarinomys. Pode ser encontrada no Brasil e na Argentina. A análise filogenética sugere que existem dois clados geográficos claros, um nordeste e outro sudeste.

## Morfologia
Sua aparência é frequentemente comparada à de pequenos musaranhos insetívoros ou toupeiras com olhos pequenos e reduzidos, orelhas e cauda curtas e pelo curto e macio. Sua aparência de toupeira contribui para sua capacidade de ser diferenciado de outros roedores em seu habitat neotropical. No geral, sua estrutura corporal especializada se presta à vida subterrânea do animal, com patas dianteiras largas e grandes garras para cavar. Possui focinho comprido que serve para localizar insetos no solo e músculos maxilares altamente desenvolvidos que ajudam a fechar a boca rapidamente, evitando engolir a sujeira. A espécie demonstrou dimorfismo sexual em que as fêmeas são geralmente ligeiramente maiores do que os machos.

## Ciclo de vida
Sua vida média é desconhecida, pois são difíceis de encontrar. Espécimes em cativeiro tendem a recusar comida e morrer logo após a captura. Em geral, presume-se que a expectativa de vida da espécie é semelhante à de outros roedores Sigmodontinae, que normalmente é inferior a um ano.

## Dieta
Muito pouco se sabe sobre sua dieta, mas presume-se que seja principalmente insetívora. Quando estudados em cativeiro, muitos espécimes recusam comida e morrem em poucos dias. No entanto, foi demonstrado que alguns organismos em cativeiro comem uma variedade de insetos, incluindo grilos, mariposas, borboletas e baratas. No geral, tendem a recusar outras fontes de alimentos, como frutas ou sementes.

## Conservação
De acordo com a Lista Vermelha de Espécies Ameaçadas de Extinção da União Internacional para a Conservação da Natureza (IUCN), a espécie é considerada "pouco preocupante." No entanto, alguns especialistas sugerem que, uma vez que a espécie é tão difícil de encontrar, os dados são insuficientes para rotular com segurança seu estado de conservação.

## Bibliográficas
- Duff, A. and Lawson, A. 2004. Mammals of the World: A checklist. New Haven, Connecticut: Yale University Press, 312 pp. ISBN 0-7136-6021-X
- Hildebrand, M. 1985. Digging in Quadrupeds. Functional Vertebrate Morphology. Harvard University Press. Pp. 89-109.
- Matson, JO and Abravaya, JP. 1977. Blarinomys breviceps. Mammalian Species (74): 1. doi:10.2307/3503793. ISSN 0076-3519.
- Missagia, R. and Perini, F. 2018. Skull morphology of the Brazilian shrew mouse Blarinomys breviceps (Akodontini; Sigmodontinae), with comparative notes on Akodontini rodents. Zoologischer Anzeiger. 277. 10.1016/j.jcz.2018.09.005.
- Musser, G.G. and Carleton, M.D. 2005. Superfamily Muroidea. Pp. 894–1531 in Wilson, D.E. and Reeder, D.M. (eds.). Mammal Species of the World: a taxonomic and geographic reference. 3rd ed. Baltimore: The Johns Hopkins University Press, 2 vols., 2142 pp. ISBN 978-0-8018-8221-0
- Nowak, R. 1999. Walker's Mammals of the World, vol. II. Baltimore and London: The Johns Hopkins University Press.
- Pardinas, U., Patterson, B., D'Elia, G. and Teta, P. 2008. Blarinomys breviceps. In IUCN. IUCN Red List of Threatened Species. Version 2009.2. <www.iucnredlist.org>. Downloaded on February 4, 2010.
- Ventura, K., Sato-Kuwabara, Y., Fagundes, V., Geise, L., Leite, Y., Costa, L., Silva, M., Yonenaga-Yassuda, Y., Rodrigues, M. 2012. Phylogeographic Structure and Karyotypic Diversity of the Brazilian Shrew Mouse (Blarinomys breviceps, Sigmodontinae) in the Atlantic Forest. Cytogenetic and Genome Research. 138 (1): 19–30.
- Zamorano A and Eston MR. 2010. Registro de Blarinomys breviceps (Winge, 1888) (Cricetidae, Rodentia) no Parque Estadual Carlos Botelho – SP (Nota Científica). A record of Brazilian shrew-mouse Blarinomys breviceps (Winge, 1888) (Cricetidae, Rodentia) in Carlos Botelho State Park – SP, Brazil (Scientific Note). Instituto Florestal. OCLC 860212699